# Alonso García Sanz

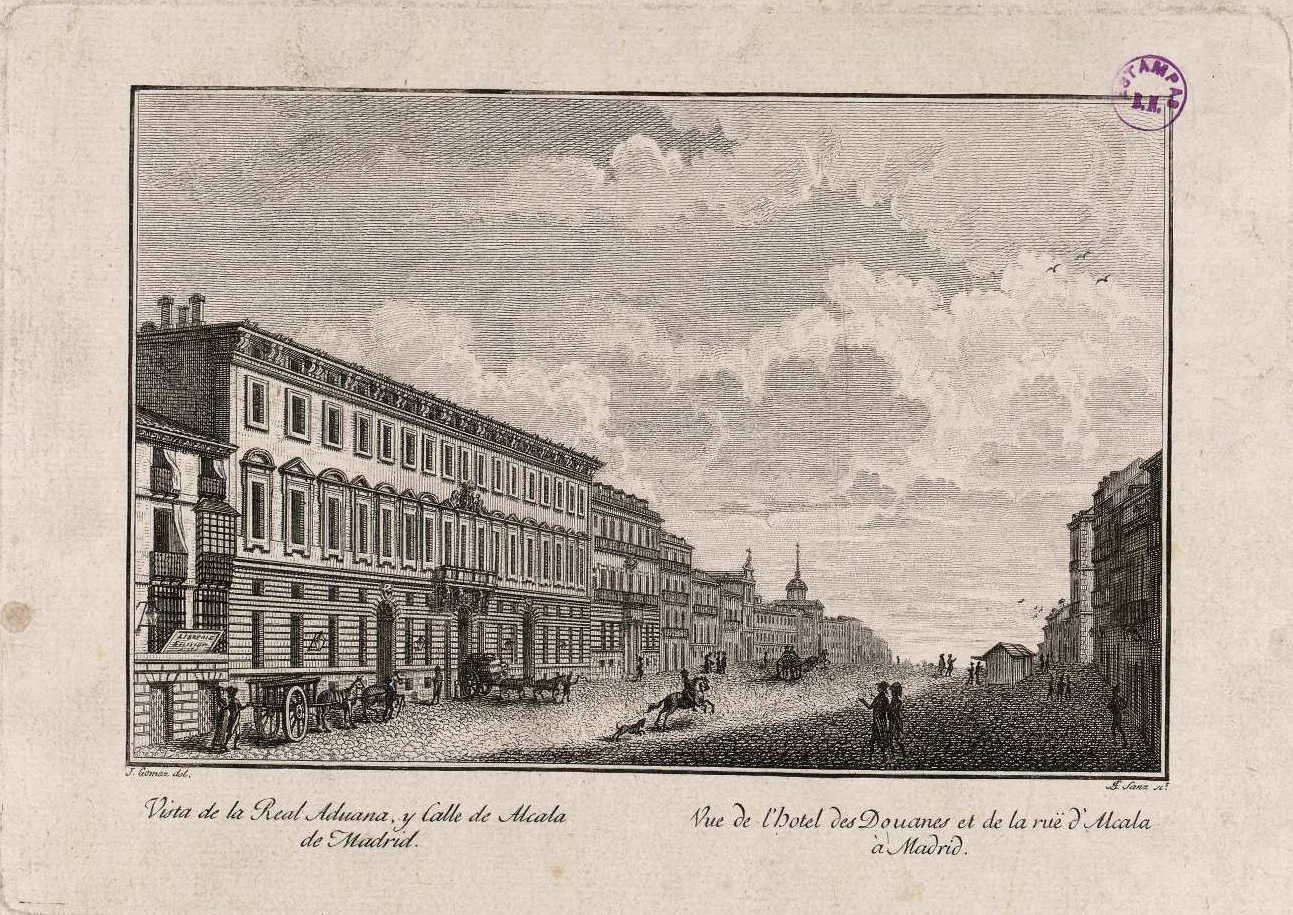
Vista de la Real Aduana y calle de Alcalá de Madrid, aguafuerte y buril de Alonso García Sanz por dibujo de José Gómez de Navia. Biblioteca Nacional de España

Alonso García Sanz, nacido en Duruelo de la Sierra (Soria) en 1781, fue un calcógrafo y dibujante español. Discípulo de Manuel Salvador Carmona, se documenta su actividad en Madrid de 1805 a 1819.
Sin apenas datos de su biografía, únicamente consta de su paso por la Real Academia de Bellas Artes de San Fernando la mención que de él se hace junto con otros cinco compañeros en las actas de la junta ordinaria del 3 de abril de 1808, en la que los académicos analizaron los dibujos realizados en los últimos seis meses por los alumnos de las clases de dibujo del Natural, y dijeron que «van bien».
El éxito que ante los reyes Carlos IV y María Luisa de Parma tuvieron las vistas de El Escorial de José Gómez de Navia, determinó que se le encargasen los dibujos de otras vistas y perspectivas de los Sitios reales y edificios representativos de Madrid para ser grabados por Manuel Alegre, Esteban Boix y Alonso García Sanz. El resultado de tal encargo es la Colección de las mejores vistas y edificios más suntuosos de Madrid (1812), en la que a García Sanz corresponden las vistas de la Fuente de Neptuno, el palacio de Buenavista desde el Prado —con la Cibeles en su emplazamiento original— la Fuente de Apolo y el paseo llamado del Salón en el Prado, el Palacio Real visto desde el nordeste, la Real Aduana y calle de Alcalá, la iglesia de San Norberto y el Real Monasterio de la Visitación, con la iglesia de las Salesas Reales en perspectiva en primer término.
En el grabado de reproducción se le conocen un aguafuerte con la efigie del Ecce Homo por pintura del Guercino y la Magdalena, copia de Guido Reni. Hay, por otra parte, noticia documental de un dibujo suyo con Agar e Ismael en el desierto, copia de una pintura conservada en la Real Academia de San Fernando, que el grabador vendió en persona al rey José I Bonaparte, ante el que compareció presentado por Manuel Romero Echalecu el 30 de mayo de 1809 en compañía de Rafael Esteve, a quien en el mismo acto el monarca compró un dibujo de Lot y sus hijas, los dos con destino a sus habitaciones en la Casa de Campo.
Para la colección de Retratos de los españoles ilustres grabó el de Diego Laínez, general de los jesuitas, por dibujo de José Maea, y en estampas de devoción, María en contemplación (1803), el árbol genealógico de santa Teresa de Jesús, San Antonio de Padua por dibujo también de José Maea según la imagen venerada en la desaparecida iglesia de San Luis Obispo de Madrid, grabado fechado en plancha en 1806, el Beato Crispín de Viterbo, del mismo año, grabado abierto con motivo de su beatificación, el Santísimo Cristo del Pardo, según la conocida talla de Gregorio Fernández (1807), y una Virgen con el Niño dedicada al embajador de Rusia en España fechada en 1819, último año de su actividad conocida.